# Jean Pierre François Guillot-Duhamel
Jean Pierre François Guillot-Duhamel (ur. 31 sierpnia 1730 w Nicorps, zm. 19 lutego 1816 w Paryżu) – francuski inżynier, inspektor generalny kopalń, członek akademii, profesor metalurgii. 
Napisał "Géométrie souterraine, élémentaire, théorique et pratique, où l'on traite des filons ou veines minérales, et de leurs dispositions dans le sein de la terre"